# Портрет Никанора Михайловича Свечина
«Портрет Никанора Михайловича Свечина» — картина Джорджа Доу и его мастерской из Военной галереи Зимнего дворца.
Картина представляет собой погрудный портрет генерал-майора Никанора Михайловича Свечина из состава Военной галереи Зимнего дворца.
К началу Отечественной войны 1812 года полковник Свечин командовал 2-м батальоном лейб-гвардии Преображенского полка и участвовал во многих сражениях при отражении нашествия Наполеона. Во время Заграничных походов 1813 и 1814 годов отличился в сражениях при Бауцене и Гисгюбеле, а за Кульмский бой получил чин генерал-майора; с конца сентября 1813 года был шефом Новоингерманландского пехотного полка, во главе которого сражался в Битве народов; в кампании 1814 года отличился в сражении под Лаоном.
Изображён в генеральском мундире, введённом для пехотных генералов 7 мая 1817 года. Слева на груди звезда ордена Св. Анны 1-й степени; на шее кресты прусского ордена Красного орла 2-й степени и ордена Св. Владимира 3-й степени (надет с нарушением правил ношения — должен располагаться выше иностранного ордена); справа на груди крест ордена Св. Георгия 4-го класса, бронзовая дворянская медаль «В память Отечественной войны 1812 года» на Владимирской ленте, серебряная медаль «В память Отечественной войны 1812 года» на Андреевской ленте и Кульмский крест. С тыльной стороны картины надпись: Svitchin. Подпись на раме: Н. М. Свѣчин 1й, Генералъ Маiоръ.
7 августа 1820 года Комитетом Главного штаба по аттестации Свечин был включён в список «генералов, заслуживающих быть написанными в галерею». Гонорар Доу был выплачен 20 апреля 1821 года. Готовый портрет был принят в Эрмитаж 7 сентября 1825 года. Портрет-прототип современным исследователям неизвестен.
В 1840-е годы в мастерской К. Края по рисунку И. А. Клюквина с портрета была сделана литография, опубликованная в книге «Император Александр I и его сподвижники» и впоследствии неоднократно репродуцированная. Существует ещё одна неподписанная литография с этого портрета, отличающаяся мелкими деталями.